# YouNotUs
YouNotUs (также стилизовано под все заглавные буквы) - немецкий дуэт, состоящий из Тобиаса Богдона и Грегора Зама.
В 2015 году они были представлены вместе с Alle Farben и Anna Naklab на панъевропейском хите «Supergirl» (кавере на Reamonn), который достиг 1-го места в Австрии и 2-го места в Германии. В 2016 году они приняли участие в песне «Please Tell Rosie» немецкого диджея/продюсера Alle Farben, которая достигла 2-го места в Австрии и 3-го места в Германии и принесла артисту номинацию «Лучший сингл» на радиопремию 1LIVE Krone. После очередного сотрудничества с Алле Фарбеном и Кельвин Джонс под названием «Only Thing We Know» в 2018 году они выпустили кавер на песню Liquido 90-х годов «Narcotic» вместе с Яниеком и Сенексом, бывшим фронтменом Liquido.
В 2019 году они были номинированы на немецкую радиопремию 1LIVE Krone в категории «Лучший танцевальный номер». В завершение года дуэт выступил перед огромной международной публикой на официальной новогодней вечеринке у Бранденбургских ворот в Берлине.

## Дискография

### Синглы

#### Как ведущий исполнитель
| Сингл                             | Год  | Пиковые позиции | Пиковые позиции | Пиковые позиции | Пиковые позиции | Пиковые позиции | Сертификации                                                                        | Альбом             |
| Сингл                             | Год  | GER             | AUT             | FRA             | POL             | SWI             | Сертификации                                                                        | Альбом             |
| --------------------------------- | ---- | --------------- | --------------- | --------------- | --------------- | --------------- | ----------------------------------------------------------------------------------- | ------------------ |
| "Narcotic" (с Janieck и Senex)    | 2019 | 16              | 11              | 92              | 6               | 18              | - BVMI: Платина - IFPI AUT: Золото - IFPI SWI: Золото - SNEP: Золото - ZPAV: Золото | Неальбомные синглы |
| "Papa" (с Эмбер Ван Дэй)          | 2020 | —               | —               | —               | —               | —               |                                                                                     | Неальбомные синглы |
| "Bye Bye Bye" (с Michael Schulte) | 2021 | —               | —               |                 |                 |                 |                                                                                     |                    |

### Ремиксы
| Название  | Год  | Оригинальный(ые) исполнитель(и) | Альбом              |
| --------- | ---- | ------------------------------- | ------------------- |
| "Bicycle" | 2019 | Filous с участием Klei          | Неальбомные ремиксы |
| "Cold"    | 2019 | Джеймс Блант                    | Неальбомные ремиксы |
| "Bang!"   | 2020 | AJR                             | Неальбомные ремиксы |

## Внешние ссылки
- Официальный сайт
- Facebook